# Margaux Hemingway
Margaux Hemingway (Portland, Oregón, 16 de febrero de 1954-Santa Mónica, California, 1 de julio de 1996) fue una supermodelo y actriz estadounidense. Nieta del escritor Ernest Hemingway, ganó fama independiente como supermodelo en la década de 1970, apareciendo en las portadas de revistas como Cosmopolitan, Elle, Harper's Bazaar, Vogue y Time.
Firmó un contrato de un millón de dólares con Fabergé como portavoz del perfume Babe. Sus últimos años se vieron empañados por episodios de adicción y depresión muy publicitados, antes de suicidarse por sobredosis de drogas cerca del 1 de julio de 1996, a la edad de 42 años.

## Orígenes
Margot Louise Hemingway, nació en Portland (Oregón), y fue la hermana mayor de la actriz Mariel Hemingway y nieta del escritor Ernest Hemingway. Cuando se enteró de que fue bautizada como el vino Château Margaux, que sus padres Puck y Jack Hemingway (hijo mayor de Ernest), estaban bebiendo la noche en que fue concebida, cambió la ortografía original de 'Margot' a 'Margaux' para hacerlos coincidir. Además de Mariel tuvo otra hermana, Joan. Creció en la granja de su abuelo en Ketchum, Idaho. Luchó con diversos trastornos, además de alcoholismo, incluyendo la bulimia y la epilepsia. Permitió una grabación de vídeo de una sesión de terapia relacionada con su bulimia que fue transmitida por la televisión. Debido a la dislexia, no leyó muchos de los libros que su famoso abuelo escribió.[cita requerida]

## Sus inicios como modelo

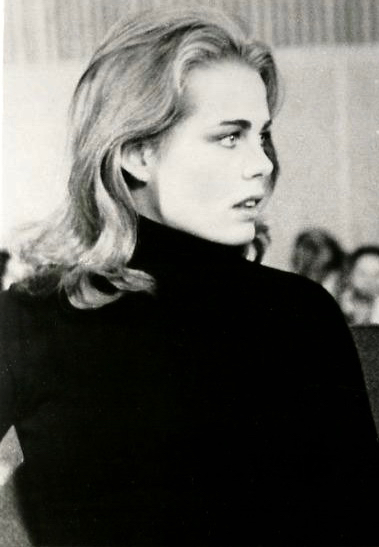
Margaux Hemingway en 1976.

Con 1,80m de estatura, Margaux Hemingway tuvo éxito como modelo, incluyendo un contrato millonario en dólares para Fabergé como imagen del perfume Babe en el decenio de 1970. Su lucrativo contrato con Fabergé fue el primer contrato por un millón de dólares que fuera otorgado a una modelo. Ella también apareció en las portadas de Vogue, Elle, Cosmopolitan, Harper's Bazaar, y apareció el 16 de junio de 1975 en la portada de Time denominada como una de las "nuevas bellezas". El 1 de septiembre de 1975 apareció en la portada de American Vogue donde denominan a Hemingway la nueva supermodelo". de Nueva York.
En el capítulo de  E! True Hollywood Story dedicado a la vida de Margaux, su mentor y gran amigo Zachary Selig discutió la forma en que ayudó a lanzar la carrera temprana de Hemingway con su primer trabajo de comercialización y relaciones públicas, a partir de lo cual se convirtió en una celebridad mundial, Selig la introdujo en el yoga y el Kundalini  Solar y el paradigma "Codex Relaxatia" como herramientas para el éxito y superar algunos de sus trastornos mentales. Selig y Hemingway pasaron un tiempo con la familia de Hemingway en su propiedad de Ketchum cerca de Sun Valley, donde ambos estudiaban Kundalini Solar, yoga y meditación juntos. Margaux siguió utilizando estas técnicas de relajación durante el resto de su vida.
Durante el apogeo de su carrera como modelo a finales de los años 1970, Margaux era una asidua concurrente de la discoteca Studio 54 - a menudo en compañía de celebridades como Liza Minnelli, Halston, Bianca Jagger, Andy Warhol y Grace Jones. Fue en estos ámbitos sociales que Hemingway comenzó a experimentar con el alcohol y las drogas.
Margaux hizo su debut en el cine en el 1976 en la película de Lamont Johnson Lipstick junto a su hermana Mariel con catorce años de edad.

## Vida personal y posterior carrera laboral

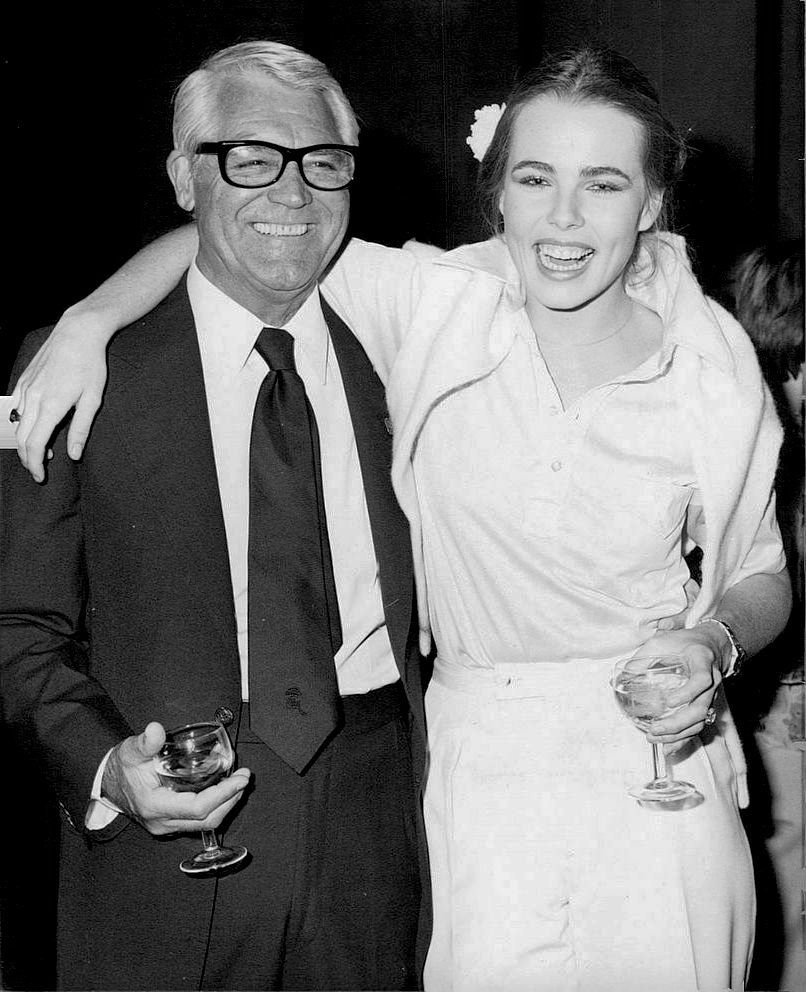
Cary Grant y Margaux Hemingway en 1976.

Su primer matrimonio, con Errol Wetson, terminó en divorcio. Se conocieron cuando, a los 19 años, acompañó a su padre al Plaza Hotel en Nueva York en viaje de negocios. Cuatro meses más tarde se trasladó desde Idaho a Nueva York para vivir con Wetson como invitado en el apartamento de Selig en el número 12 de la calle 72 Este, una residencia que fue propiedad de la heredera Gloria Vanderbilt. Fue allí donde Selig hizo presentaciones sociales y de negocios a Hemingway y a sus amigos, como Marian McEvoy, editora de moda de Women's Wear Daily; el fotógrafo Francesco Scavullo; el diseñador Halston, Vogue, la revista editora de moda Francis Stein, y Jon Revson, el primo de Selig. 
Revson, un descendiente de la familia Revson que creó Revlon cosméticos, declinó la oferta de Selig para que Hemingway apoyara a Revlon, mientras que más tarde firmó con Fabergé el salario más alto de su vida. Revson vino a visitar a Selig y Hemingway (con la familia de Hemingway en Ketchum, Idaho) para felicitarla después de que Hemingway apareciera en la portada de la revista Time en junio de 1975. Marion Macelvoy rápidamente entrevistó a Margaux en una fiesta dada por Selig, que dio lugar a un artículo de portada y contraportada Women's Wear Daily que lanzó a  Hemingway al estrellato de la moda.
Por aquel entonces, Hemingway se casó con el venezolano Fauchier Bernard, y vivieron en París durante un año. Margaux se divorció de él en 1985 después de seis años. Al igual que su abuelo, experimentó episodios ocasionales de depresión clínica a lo largo de su vida. Después de un accidente de esquí en 1984, ganó 33 kilos y cayó en una fuerte depresión. En 1987, se registró en el Betty Ford Center. Nadie de su familia acudió a visitarla mientras estuvo allí ingresada. 
Al salir, radiante de nuevo, contratacó con una portada en la revista Playboy, pero la carrera de Margaux ya no conseguiría despegar: estaba cansada de mantenerse callada y habló públicamente de los abusos que había sufrido por parte de su padre  Jack Hemingway cuando era pequeña. 
Como consecuencia, este y su pareja, Angela, cortaron el contacto. “Jack y yo no hablamos con ella desde hace dos años. Miente constantemente. Nadie de la familia quiere tener nada que ver con ella. No es más que una mujer enfadada”, declaró su madrastra al no aceptar las acusaciones hacia su esposo Jack.
Margaux se fue ganando la vida con algunos papeles en películas directas al mercado de vídeo, autografiando sus fotos desnuda en la revista Playboy, y promocionando una línea telefónica de adivinación propiedad de su primo Adiel Hemingway. Poco antes de su muerte, fue escogida para presentar la serie de aventura al aire libre Wild Guide en Discovery Channel.

## Muerte

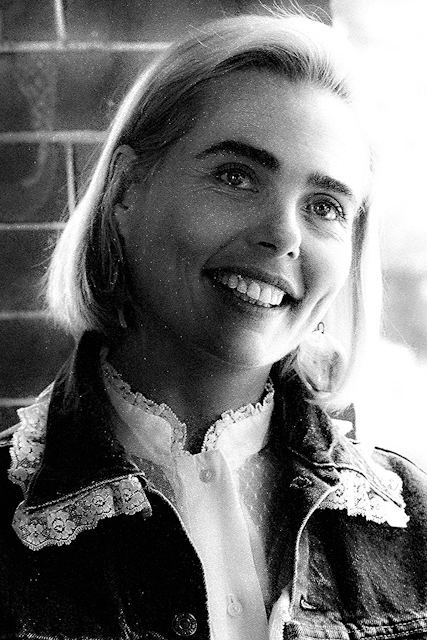
Margaux Hemingway en 1991.

El 1 de julio de 1996, un día antes del aniversario del suicidio de su abuelo, Margaux fue encontrada muerta en su apartamento en Santa Mónica, California a los 42 años. Había tomado una sobredosis de fenobarbital, un conocido fármaco utilizado para controlar los ataques de  epilepsia, de acuerdo con las conclusiones del forense del Condado de Los Ángeles un mes después. Aunque su muerte fue declarada un suicidio, miembros de la familia discuten esta conclusión. Steve Crisman, el esposo de Mariel Hemingway en 1996, dijo a la revista People de ese año: «Esto fue lo mejor que había visto en años. Ella había vuelto a ser la que era».
Sin embargo en el programa Larry King Live del 22 de diciembre de 2005,  Mariel dijo que ahora acepta el hecho de que Margaux se suicidó. Sus restos fueron incinerados y enterrados en el terreno de la familia de Hemingway en el Cementerio Ketchum en  Ketchum, Idaho.

## Filmografía
- Lipstick (1976)
- Killer Fish (1979)
- Goma 2 (1982)
- They Call Me Bruce? (1982)
- Over the Brooklyn Bridge  (1984)
- Inner Sanctum (1991)
- Double Obsession (1992)
- Deadly Rivals (1993)
- Dangerous Cargo (1996)
- Vicious Kiss (1996)